# Metropolitanska katedrala (grad Meksiko)
Metropolitanska katedrala uznesenja presvete device Marije u nebesa (šp. Catedral Metropolitana de la Asunción de la Santísima Virgen María a los cielos) sedište je Katoličke nadbiskupije Meksika. Ona se nalazi povrh bivšeg astečkog svetog mesta u blizini Velike piramide u Tenočtitlanu na severozapadnoj strani Plaza de la Konstitusion (Zokalo) u centru Meksiko Sitija. Katedrala je sagrađena u sekcijama od 1573. do 1813. godine oko prvobitne crkve koja je sagrađena ubrzo nakon španskog osvajanja Tenočtitlana, da bi je na kraju potpuno zamenila. Španski arhitekta Klaudio de Arsiniega planirao je izgradnju, crpeći inspiraciju iz gotičkih katedrala u Španiji.
Zbog dugog vremena koje je trebalo da se izgradi, u nešto manje od 250 godina, gotovo svi glavni arhitekti, slikari, vajari, majstori pozlaćivanja i drugi umetnici plastike vicekraljevstva radili su u nekom trenutku na konstrukciji ovog objekta. Isti razlog, njen opsežni period izgradnje, omogućio je integraciju različitih arhitektonskih stilova koji su bili na snazi i u modi tokom tih vekova: gotike, baroka, čurigereska, neoklasike, između ostalih. Ista situacija je odražena na različitim ukrasima, slikama, skulpturama i nameštaju interijera.
Realizacija katedrale označavala je tačku socijalne kohezije, jer je uključivala iste crkvene vlasti, vladine organe, različita verska bratstva kao i mnoge generacije društvenih grupa svih klasa.
Takođe, kao posledica uticaja katoličke crkve na javni život, zgrada je bila isprepletena sa događajima od istorijskog značaja za društva Nove Španije i nezavisnog Meksika. Neki od njih su, krunisanje Agustina de Iturbide i Ana Marija Uarte kao prvog carskog para Meksika od strane predsednika kongresa; očuvanje posmrtnih ostataka tih monarha; sahrane do 1925. godine nekoliko heroja za nezavisnost, kao što su Miguel Idalgo i Kostilja i Hose Marija Morelos; sporovi između liberala i konzervativaca nastali razdvajanjem crkve i države putem reforme; zatvaranje zgrade u vreme Kristerskog rata; proslava dvovekovne nezavisnosti, između ostalih.
Katedrala je okrenuta prema jugu. Približne razmere ove crkve su 59 m (194 ft) širine, 128 m (420 ft) dužine i 67 m (220 ft) visine do vrha kule. Ona se sastoji od dva zvonika, centralne kupole, tri glavna portala. Ona ima četiri fasade koje sadrže portale obložene stubovima i statuama. Ima pet brodova koji se sastoje od 51 svoda, 74 luka i 40 stubova. Dva zvonika sadrže ukupno 25 zvona. U tabernakulu, pored katedrale, nalazi se krstionica i služi za registraciju župljana. Postoji pet velikih ukrašenih oltara, sakristija, hor, prostor za horove, hodnik i kapitularna soba. Četrnaest od šesnaest kapela katedrale otvoreno je za javnost. Svaka kapela posvećena je različitom svetitelju ili svetiteljima, a svaku je sponzorisao verski ceh. Kapele sadrže ukrašene oltare, oltarske slike, retablose, slike, nameštaj i skulpture. U katedrali su smeštena dva najveća organa iz 18. veka u Amerikama. Ispod katedrale nalazi se kripta koja sadrži ostatke mnogih bivših nadbiskupa. Katedrala ima oko 150 prozora.
Tokom vekova, katedrala je pretrpela oštećenja. Požar 1967. uništio je značajan deo unutrašnjosti katedrale. Nakon restauratorskih radova otkriveni su brojni važni dokumenti i umetnička dela koji su ranije bili sakriveni. Iako je za katedralu izgrađen čvrst temelj, meko glineno tlo na kojem je izgrađena bilo je pretnja njenom strukturnom integritetu. Padanje vodenih nivoa i ubrzano potonuće uzrokovalo je da je struktura dodata na listu 100 najugroženijih Fonda svetskih spomenika. Radovi na restauraciji koji su započeli devedesetih godina prošlog veka stabilizovali su katedralu i ona je 2000. godine uklonjena sa liste ugroženih.
- Zadnji deo katedrale okrenut prema ulici Republika de Gvatemala.
- Glavni ulaz.

## Istorija

### Pozadina: Glavna crkva
Posle španskog osvajanja Astečkog carstva, i nakon što se Ernan Kortes vratio sa istraživanja današnjeg Hondurasa, konkvistadori su odlučili da izgrade crkvu na mestu Templo Major astečkog grada Tenočtitlana kako bi konsolidovali špansku vlast nad novim osvojenu teritoriju. Postoje dokazi o postojanju velikog velikog hrama posvećenog bogu Kecalkoatlu, hrama posvećenog bogu Huicilopohtliju i drugih manjih građevina. Arhitekta Martin de Sepulveda je bio prvi direktor projekta između 1524. i 1532. godine, dok je Huan de Zumaraga bio prvi biskup episkopske stolice u Novom svetu. Katedrala Zumaraga nalazila se u severoistočnom delu današnje katedrale. Imala je tri broda odvojena toskanskim stubovima, centralni plafon je imao složene gravure koje je napravio Huan Salsedo Espinosa i pozlatili Francisko de Zumaja i Andres de la Konča. Glavna vrata su verovatno bila u renesansnom stilu. Hor je imao 48 svečanih stolica koje su ručno izradili Adrijan Suster i Huan Montano od drveta pinus ayacahuite. Za izgradnju su koristili kamenje uništenog hrama boga Huicilopohtlija, boga rata i glavnog božanstva Asteka. Uprkos svemu, ovaj hram je ubrzo smatran nedovoljnim za sve veći značaj prestonice Vicekraljevstva Nove Španije. Ovu prvu crkvu uzdigli su do katedrale kralj Karlo V, car Svetog rimskog carstva i papa Kliment VII prema buli od 9. septembra 1534. godine, a kasnije ju je papa Pavle III nazvao Metropolitan 1547. godine.
Ova mala, siromašna crkva, omalovažavana od svih hroničara koji su je ocenili nedostojnom tako poznatog novog grada, koji su tvrdili da loše pruža svoje usluge tokom dugog niza godina. Ubrzo je naređeno da se podigne novi hram, raskoši srazmerne veličini kolonije, ali je ovaj novi poduhvat naišao na brojne prepreke tokom svog početka, sa toliko teškoća za svoj nastavak, da je stara katedrala dugo nastavila da osvedočava raskošne ceremonije vicekraljevstva; i tek kada bi povod koja ih je motivisao bio od velike važnosti, preferirana je druga crkva, poput one u San Francisku.
Kako je ishod napora izgradnje nove crkve bilo dugotrajan, nakon početka radova, 1584. godine odlučeno je da se u potpunosti popravi Stara katedrala, koja bi svakako bila nešto manje nego porušena, da se u njoj proslavi Treći meksički provincijalni savet.
Crkva je bila malo duža od pročelja nove katedrale; njena tri broda nisu bila široka 30 metara i bila su pokrivena, centralni oklopom u obliku stepenica, a bočni sa horizontalnim gredama. Pored vrata Puerta del Perdon, postojala su i vrata Puerta de los Kanonigos, a možda je treća Placeta del Markues. Godinama kasnije, katedrala je bila mala za svoju funkciju. Crkvene vlasti su naredile izgradnju nove i raskošnije katedrale.
- Pogled na katedralu u Haenu.
- Projekat Valjadolidske katedrale.

### Početak rada
Skoro sve američke katedrale ovog prvog renesansnog perioda prate model one iz Haena, čiji je prvi kamen položen 1540. Pravougaonog plana i, najviše sa osmougaonom glavnom kapelom, su katedrale Meksiko Sitija, Puebla ... (...) Uglavnom je inspirisana katedralom u Haenu 1540. godine, pravougaonog plana i ravne kapele, mada je moguće da je bila pod uticajem i hererijanskog modela Valjadolida, relacija sa Valjadolidskom katedralom, projektovanom 1580. godine, sa [hispano] američkim katedralama nije dovoljno uzeta u obzir. — Preuzeto iz Hispanoameričke umetnosti (1988).